# Chapelle Notre-Dame-de-la-Visitation d'Écaillon
Pour les articles homonymes, voir Chapelle Notre-Dame-de-la-Visitation.
La chapelle Notre-Dame-de-la-Visitation est une chapelle catholique située à Écaillon, en France, et datée de 1948.

## Historique
La chapelle est située dans le département français du Nord, sur la commune d'Écaillon.